# هربرت لويس هاردويك
هربرت لويس هاردويك (بالإنجليزية: Herbert Lewis Hardwick) كان ملاكم محترف بورتوريكي صنّف ضمن فئة وزن الوسط. دخل قاعة مشاهير الملاكمة الدولية.

## إحصائيات
خاض خلال مسيرته 244 نزالا، فاز في 176 وتعادل في 10 وخسر في 56. فاز بالضربة القاضية في 48 نزالا.

## روابط خارجية
- هربرت لويس هاردويك على موقع بوكس ريك (الإنجليزية) (registration required)